# Thygater laevis
Thygater laevis är en biart som beskrevs av Urban 1999. Thygater laevis ingår i släktet Thygater och familjen långtungebin. Inga underarter finns listade i Catalogue of Life.